# Pulau Omadal
Pulau Omadal oder Pulau Omadel ist eine zum malaysischen Bundesstaat Sabah gehörende Insel am südöstlichen Rand der zur Celebessee offenen Darvel Bay. Die Insel liegt im Distrikt Semporna der Tawau Division. Sie liegt etwa einen Kilometer südöstlich von Pulau Bum Bum und ist in Teilen dicht bewaldet. Die Insel ist unregelmäßig geformt, erinnert aber insgesamt an ein auf dem Kopf stehendes, Dreieck mit einer Bucht an der Westseite. Die Kantenlängen dieses Dreiecks betragen etwa 1,6 Kilometer. Die Insel ist weitgehend flach; die Wipfelhöhe der Bewaldung wird mit 46 m angegeben. Die Insel ist durch eine zwei Kilometer breite Meerenge von Pulau Bum Bum getrennt.

## Demographie
Die Insel ist an der westlichen, der Nachbarinsel Pulau Bum Bum zugewandten Spitze besiedelt; hauptsächlich mit Bajau. Neben der Fischerei ist neuerdings der Anbau und die Gewinnung von Seetang eine Erwerbsquelle der hier ansässigen Bevölkerung.

## Sehenswürdigkeiten
Auf Pulau Omadal wurde ein kleines Grabstein-Museum eingerichtet.